# Роберт Лорі
Роберт Лорі (англ. Robert Laurie; 1755 — 1836) — англійський гравер і видавець.

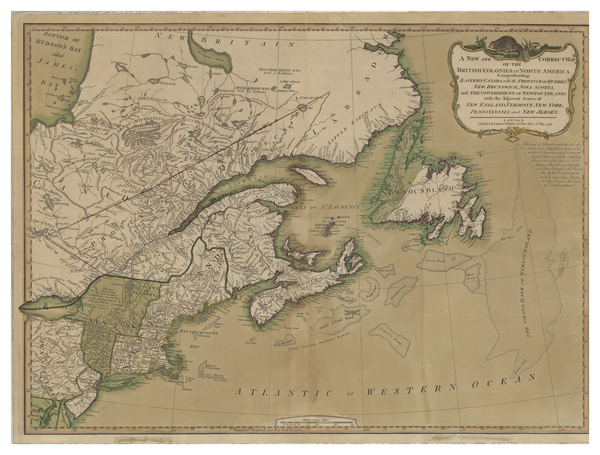
Нова та правильна карта британських колоній у Північній Америці, що включає Східну Канаду з провінцією Квебек, Нью-Брансвік, Нова Шотландія та Ньюфаундленду з прилеглими штатами Нова Англія, Вермонт, Нью-Йорк, Пенсільванія та Нью-Джерсі. 1794 рік

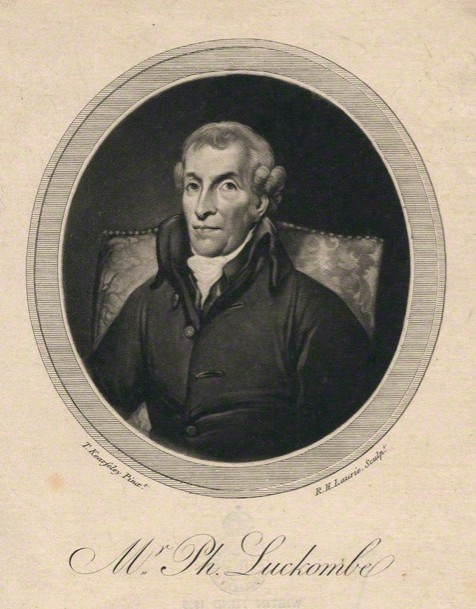
Портрет Філіпа Лакомба (бл. 1730–1803), англійського друкаря та письменника.

Роберт Лорі народився близько 1755 року, походив із роду Лаурі з Максвелтона, Дамфріс. Від Товариства мистецтв неодноразово отримував нагороди: срібну палітру в 1770 році за малюнок з картини, у 1770-х роках премії за малюнки на ситцю. За винахід техніки кольорового мецо-тинто від Товариства мистецтв у 1776 році отримав винагороду в тридцять гіней. 
З 1794 по 1812 рік займався бізнесом разом з Джеймс Вітлом у фірмі Whittle & Laurie, як видавець гравюр, карт, схем і мореплавних робіт, відмовившись від практики гравіювання. Найважливішими картами, опублікованими його фірмою, були «Огляд південного узбережжя Ньюфаундленду» Кука (1776) і «Огляд каналу Святого Георгія» (1777) тощо. Після відходу від бізнесу він справи передав своєму сину Річарду, який став єдиним власником видавництва після смерті Вітла у 1818 році.
Тематика його творів різноманітна: релігійні і побутові сюжети, портрети короля Георга III і королеви Шарлотти, інших вельмож, також акторів у сценах вистав.